# Этернитас
Этернитас (лат. Aeternitas) — римская богиня, олицетворение вечности. Аналогична греческому Эону. 
Часто встречается на римских монетах в виде стоящей или сидящей женщины с различными атрибутами, символизирующими вечность, бесконечность, бессмертие, непрерывность времени: небосводом в виде шара и небесными телами (солнце, луна, звёзды); знаками величия и власти (жезл); львом или слоном как долговечным животным; фениксом, возрождающимся из пепла; змеёй, кусающей свой хвост (уроборос); чашей, факелом и т. д. На монетах сопровождается надписями AETERNITAS, AETERNITAS AUGUSTI, AETERNITAS IMPERII, AETERNITAS POPULI ROMANI. Символизирует вечную власть Римской империи, а также вечную память покойных и обожествлённых членов императорского семейства.
Кроме того, этернитас — термин латинской и средневековой философии, обладание всей полнотой бытия без начала и конца. «Наше „теперь“ как бы бежит и тем самым создает время и беспрестанность (sempiternitas), а божественное „теперь“ — постоянное, неподвижное, устойчивое — создает вечность (aeternitas)». «Вечность мира, согласно средневековым представлениям, есть не этернитас, а семпитернитас (этернитас присуща только Богу), то есть представляет собой беспредельную длительность».
В честь Этернитас назван астероид 446 Этернитас.